# 成知由梨
成知 由梨（なるち ゆり、1971年10月30日 -、本名:田家めぐみ ）は、日本の元歌手、アイドル、タレント。元トス・プロモーション所属。身長:154cm。血液型:A型。京都府京丹後市（旧・丹後町地区）出身。

## 来歴・人物
- 1988年、「秋元めぐみ」名義でキングレコードへの委託制作による自主制作盤「ふるさと・丹後・愛の街」を発表。
- 1989年、「成知由梨」名義でアイドル歌手としてメジャーデビュー。一時期は、関西で仕事をしていた。現在は活動はしていない様子。

## シングル
- しあわせプロローグ （キングレコード）　ドラマ『新・1・2・3と4・5・ロク』の主題歌。(1989年3月21日発売)
- MESO・KUYOバイビー（キングレコード）(1990年8月21日発売)　オリコン最高92位

## テレビ出演
- 新・1・2・3と4・5・ロク（関西テレビ）- ゲスト出演
- ざまぁKANKAN!（読売テレビ）- 準レギュラー
- エンドレスナイト（関西テレビ）- PRゲスト
- おはよう朝日です（関西テレビ）-　ゲスト

| スタブアイコン | サブスタブ | この項目は、まだ閲覧者の調べものの参照としては役立たない、歌手に関連した書きかけの項目です。この項目を加筆・訂正などしてくださる協力者を求めています（P:音楽/PJ:芸能人）。 |